# Partei des Demokratischen Sozialismus
Die Partei des Demokratischen Sozialismus (PDS) war von 1990 bis 2007 der Parteiname der heutigen linksgerichteten politischen Partei DIE LINKE in Deutschland, die mit der früheren PDS rechtlich identisch ist. Als PDS fand die Partei in dieser Zeit hauptsächlich in den neuen Bundesländern Zustimmung.
Sie ging aus der Sozialistischen Einheitspartei Deutschlands (SED) hervor, die sich im Dezember 1989 zunächst in Sozialistische Einheitspartei Deutschlands – Partei des Demokratischen Sozialismus (SED-PDS) umbenannt hatte. Am 4. Februar 1990, nachdem ein personeller und inhaltlicher Wandel vollzogen worden war, änderte sie ihren Namen in Partei des Demokratischen Sozialismus (PDS) und im Juli 2005 in Die Linkspartei.PDS (Die Linke.PDS). Am 16. Juni 2007 ging sie schließlich im Zuge der Fusion mit der WASG in der Partei Die Linke auf. Ihre Mitgliederzahl wurde im Dezember 2006 mit 60.338 beziffert.

## Entstehung
Die PDS entstand aus der DDR-Staatspartei SED, die sich im Laufe der Wende Mitte Dezember 1989 in SED-PDS umbenannte. Ab dem 4. Februar 1990 hieß sie nur noch Partei des Demokratischen Sozialismus (PDS). Die PDS sah sich in Tradition der KPD über die VKPD, die USPD, den Spartakusbund, die SPD, die SDAP, den ADAV bis hin zur deutschen Arbeiterbewegung.
Mit den Namensänderungen der Partei waren jeweils deutliche personelle und inhaltliche Einschnitte verbunden. Trotz der Umbenennung sah sich die PDS rechtlich und moralisch mit dem Erbe bzw. den Altlasten der SED verbunden und leugnete nicht ihre Verantwortung. Politische Gegner warfen ihr allerdings vor, die Auseinandersetzung mit der Vergangenheit nicht intensiv genug zu führen.

## Inhaltliches Profil

### Grundsatzprogramm
Das lang diskutierte neue Parteiprogramm wurde auf dem 8. Parteitag in Chemnitz am 26. Oktober 2003 angenommen. Es enthielt die Aussagen des Programms von 1993 zu „Sozialismus – Ziel, Weg und Werte“, ergänzt durch die Mahnung:

„Die sozialistische Idee ist durch ihren Missbrauch als Rechtfertigung von Diktatur und Unterdrückung beschädigt worden. Die Partei sieht die Erfahrungen der DDR einschließlich der Einsicht in die Ursachen ihres Zusammenbruchs verpflichtet, das Verständnis von Sozialismus neu zu durchdenken. Das Programm konstruiert kein ‚Modell' einer sozialistischen Gesellschaft, das nur realisiert werden müsste, sondern geht von der einfachen Frage aus: ‚Was brauchen Menschen, um selbstbestimmt leben zu können?‘“

Zudem umfasste es Eckpunkte sozialistischer Positionen zu Themen, wie Wirtschaft, Demokratie, Bildung und Umweltschutz. Auf Themen wie Ostdeutschland und Arbeit wurde genauer eingegangen.

### Politische Positionen

#### Wirtschafts- und Sozialpolitik
Neben dem Versuch, sozialistische Politikentwürfe in das neue Jahrtausend zu tragen, hielt die PDS programmatisch an der Überwindung eines nach den Gesetzen des Markts funktionierenden Kapitalismus fest. So sollte nach ihren Vorstellungen die „Umverteilung von unten nach oben“ gestoppt werden. In diesem Zusammenhang forderte die Partei, das „Gesetz für moderne Dienstleistungen am Arbeitsmarkt“ (Hartz IV) rückgängig zu machen. Ein besonderes Augenmerk legte die Partei zudem traditionell auf die Interessenvertretung für die neuen Bundesländer. Die Partei plädierte für eine Reduzierung der Jahresarbeitszeit und der täglich zulässigen Arbeitszeit des Einzelnen. Die PDS strebte eine Umverteilung von oben nach unten an. Sie war die erste Partei, die den Mindestlohn in Deutschland forderte. Dieser hätte nach Partei-Modell acht Euro betragen. Auch eine progressive Besteuerung von Konzernen, Besserverdienenden und Reichen wurde angestrebt – zu diesem Zweck forderte die PDS eine Vermögensteuer.

#### Renten- und Gesundheitspolitik
In der Gesundheitspolitik setzte sie auf eine solidarische Bürgerversicherung, die alle Einkommensarten in gleichem Umfang miteinbezieht. Ihrer Ansicht nach sei die rot-grüne Bürgerversicherung auf halbem Weg stehengeblieben und das schwarz-gelbe Modell hätte sich in die entgegengesetzte Richtung bewegt. Nach Vorstellungen der Partei sollte die Wertschöpfungsabgabe in Deutschland im Rahmen der Bürgerversicherung diskutiert und dort integriert werden. Zusätzlich sollten bei der Bürgerversicherung weitere Einkommensarten einbezogen werden, so dass die Wertschöpfungsabgabe die Arbeitgeber/Arbeitnehmer-Beiträge partiell ersetzt, die Bürgerversicherung sich jedoch auch auf den Personenkreis der Nicht-Erwerbstätigen bezieht. Die PDS sprach sich ferner für eine Entkriminalisierung von Cannabis und eine Drogenpolitik aus, die Prävention vor Strafe stellt. Eine Freigabe so genannter harter Drogen wurde dagegen nicht gefordert.

#### Umweltpolitik
Die PDS hatte zum Ziel, dass ab 2050 ausschließlich erneuerbare Energien genutzt werden, und war für den kurzfristigen Ausstieg aus der Kernenergie. Sie setzte sich für eine ökologisch gewichtete Primärenergiesteuer ein. Umweltverträgliches Handeln, Einsparung von Energie und Ressourcen sollten finanziell belohnt und unzuträgliches Verhalten belastet werden. Wirtschafts- und Forschungssubventionen sollten nach Vorstellungen der Partei ökologisch ausgerichtet werden. Preiswerter öffentlicher Personennahverkehr sollte ebenfalls gefördert werden. Für Umweltorganisationen wurden mehr Mitwirkungs-, Kontroll- und Einspruchsrechte angestrebt, regionale Wirtschaftskreisläufe und sparsamer Umgang mit Ressourcen sollte gefördert werden. Die Energiemonopole sollten entflochten und demokratischer Kontrolle unterstellt werden. Die PDS unterstützte die Schaffung gentechnikfreier Zonen, wollte eine Ausweisung und Vernetzung von Naturschutzgebieten vorantreiben sowie die Renaturierung, den Moorschutz und verbauungsfreie Gewässer fördern. Für den Hochwasserschutz sollten nach Vorstellung der Partei Überschwemmungsgebiete freigehalten und zurückgewonnen sowie Böden entsiegelt werden. Die Ökologische Plattform bei der PDS setzte sich zum Ziel, dass aus dem Klimawandel kein „Klimaumsturz“ wurde, und Politik und Gesellschaft sich für die Lebensinteressen auch der zukünftigen Generationen engagieren sollten.

#### Außenpolitik
Konsistent innerhalb der PDS war die Ablehnung gegenüber Bundeswehreinsätzen im Ausland. Parteiintern umstritten waren allerdings UN-Blauhelm-Missionen. In der Außenpolitik vertrat die Partei den Standpunkt, dass „mehr Sicherheit nur durch globale Gerechtigkeit“ zu erreichen sei. Deshalb sollte nach Vorstellung der Partei die Wehrpflicht abgeschafft und die Bundeswehr auf 100.000 Personen reduziert werden.

#### Bildung
Studiengebühren lehnte die PDS strikt ab. Sie strebte die Abschaffung des zwei- bzw. dreigliedrigen Schulsystems und die Einführung von Gemeinschaftsschulen an.

## Innere Struktur

### Organisationsstruktur
Die Linkspartei.PDS hatte seit Ende 2006 in Vorbereitung des Zusammenschlusses mit der WASG den rechtlichen Status eines eingetragenen Vereins. Sie hatte sechzehn Landesverbände und war damit in jedem deutschen Land präsent. In den ostdeutschen Landesverbänden waren 115 Kreisverbände, in den westdeutschen Ländern 169 Kreisverbände bzw. lokale Vereinigungen ohne Kreisverband organisiert, denen wiederum die Basisorganisationen (BOs) angehörten.
Das höchste Gremium der PDS auf Bundesebene war – entsprechend dem Parteiengesetz – der Bundesparteitag, zwischen seinen Tagungen der Parteivorstand, dessen Mitglieder vom Parteitag gewählt wurden. Der Parteirat nahm eine Kontrollfunktion gegenüber dem Vorstand wahr, beriet und schlichtete bei schwerwiegenden programmatischen Differenzen innerhalb des Vorstandes und zwischen verschiedenen Parteigliederungen. Er hatte Initiativ- und Interventionsrecht bei Grundsatzentscheidungen.
[’solid] – die sozialistische jugend war der parteinahe Jugendverband der PDS auf Bundesebene. Außerdem gab es in verschiedenen Ländern und Städten lokale bzw. regionale Jugendstrukturen. Bis 1999 gab es die Arbeitsgemeinschaft Junge GenossInnen (AGJG). Daneben gab es noch verschiedene Kommissionen zu verschiedenen Sachgebieten und über dreißig Arbeitsgemeinschaften auf Bundesebene.

### Historische Kommission
Die Historische Kommission war ein vom PDS-Parteivorstand ernanntes Gremium, welches aus ehrenamtlich tätigen Mitgliedern bestand und den Parteivorstand sowie parteinahe Bildungsvereine in historisch-politischen Fragen beriet. Die Kommission wurde 1990 gegründet, 2001 wurden neue Mitglieder berufen.
Der Sprecherrat bestand aus drei Mitgliedern: Jürgen Hofmann (Geschäftsführender Sprecher), Daniela Fuchs und Klaus Kinner.

### Mitgliederstruktur und -entwicklung
| Jahr | Anzahl  |
| ---- | ------- |
| 1990 | 285.000 |
| 1991 | 172.579 |
| 1992 | 146.742 |
| 1993 | 131.406 |
| 1994 | 123.751 |
| 1995 | 114.940 |
| 1996 | 105.029 |
| 1997 | 98.624  |
| 1998 | 94.627  |
| 1999 | 88.594  |
| 2000 | 83.478  |
| 2001 | 77.845  |
| 2002 | 70.805  |
| 2003 | 65.753  |
| 2004 | 61.385  |
| 2005 | 61.489  |
| 2006 | 60.338  |

(nach Angaben der PDS, Stand 06/2005)
- über 65 Jahre: 60,1 Prozent
- unter 41 Jahre: 7,7 Prozent
- Rentner: 60 Prozent
- Angestellte: 18 Prozent
- Arbeiter/Arbeitslose: 14 Prozent
- Frauen: 45,6 Prozent

Von den ehemals 2,3 Millionen Mitgliedern der SED traten rund 95 Prozent aus und wurden nicht Mitglieder der späteren PDS bzw. Linkspartei. Viele dieser Mitglieder waren entweder nur auf Druck oder aus Karrieregründen der früheren Staatspartei beigetreten oder wollten umgekehrt den Wandel von der Staatspartei mit Führungsanspruch zur „gewöhnlichen“ Partei nicht akzeptieren; manche fanden nach der „Wende“ Aufnahme in anderen Parteien und Organisationen, die meisten wurden parteilos. Während des Umbruchs und danach standen den massenhaften Austritten nur wenige Neueintritte meist junger Mitglieder gegenüber, die anfangs den Reformprozess in der DDR vorantreiben oder sich später in der Bundesrepublik für soziale Belange politisch engagieren wollten. Der Mitgliederschwund im Osten konnte durch die Neuzugänge im Westen kaum ausgeglichen werden.
2007 hatte die Linkspartei.PDS etwa 60.000 Mitglieder. Größtes Problem der PDS im Osten war die hohe Zahl der Mitgliederverluste aus Altersgründen. Jedoch war die Mitgliederzahl mit der Eintrittswelle 2005 erstmals gestiegen, und mit dem geplanten Beitritt der 12.000 WASG-Mitglieder stand eine weitere Entspannung der Situation an. Einer Studie zufolge jedoch waren 2003 über 70 Prozent der Mitglieder über sechzig Jahre alt. Als Folge davon schlossen sich teilweise Gebietsverbände zu größeren Einheiten zusammen, um handlungsfähig zu bleiben.

### Flügel und Strömungen in der Partei

#### Antikapitalistische Linke
Die Antikapitalistische Linke knüpfte an die neue gemeinsame linke Partei und deren Politik programmatische Mindestbedingungen und Mindestbedingungen für Regierungsbeteiligungen an. Sie beharrte auf der Forderung nach einer strikten antikapitalistischen Partei. Prominente Vertreter der Antikapitalistischen Linken waren Sahra Wagenknecht, Tobias Pflüger, Cornelia Hirsch und Ulla Jelpke.

#### Sozialistische Linke
Die Sozialistische Linke (SL) vertrat linkskeynesianische und reformkommunistische Positionen in der Partei. Die gewerkschaftlich orientierte Sozialistische Linke strebte eine moderne sozialistische Partei nach Vorbild der SP der Niederlande oder der italienischen PRC an. Die SL war 2007 in den Gremien der WASG und der Linkspartei.PDS stark vertreten. Bekannter Vertreter dieser Strömung war das ehemalige SPD-Mitglied Diether Dehm.

#### Reformlinke
Das Netzwerk Reformlinke befürwortete Bündnisse mit SPD und Grünen. Beispiele, in denen sich die Reformlinken durchsetzen konnten, sind die Regierungsbeteiligungen bzw. -unterstützungen in Mecklenburg-Vorpommern und Berlin. Intern wurden sie oft als „Realos“ bezeichnet. Innerhalb der Partei waren sie mit einer eigenen Arbeitsgemeinschaft vertreten. Prominente Vertreter waren Petra Pau, Wulf Gallert, Jan Korte, Stefan Liebich und Halina Wawzyniak.

#### Emanzipatorische Linke
Die Emanzipatorische Linke (Ema.li) verstand sich selber nicht als Flügel, sondern als vermittelnde Strömung in der Partei. Mit kritischen Fragen und Anmerkungen versuchte sie die Flügel auf Widersprüche aufmerksam zu machen. Nach außen vertrat sie eine linksliberale und emanzipatorische Sicht. Freiheit und Sozialismus waren nach Ansicht der Ema.li kein Widerspruch, sondern sie bedingten sich gegenseitig. Als politische Realforderung setzte sie sich für eine stärkere Forderung nach einem bedingungslosen Grundeinkommen innerhalb der Partei ein. Initiatorinnen waren Katja Kipping, Caren Lay und Julia Bonk.

### Arbeitsgemeinschaften
Innerhalb der PDS nahmen die sogenannten Arbeitsgemeinschaften eine sehr starke Rolle ein. Sie beeinflussten maßgeblich den internen Meinungsbildungsprozess. Zu Parteitagen stellten sie je nach Größe eine erhebliche Anzahl der Delegierten. Arbeitsgemeinschaften setzten sich entweder speziell mit einem politischen Themenfeld auseinander (zum Beispiel Ökologische Plattform, AG Bildungspolitik) oder sie dienten als Sammelbecken eines Parteiflügels (Netzwerk Reformlinke oder die Kommunistische Plattform).
Es gab unter anderem folgende Arbeitsgemeinschaften:
- AG Cuba Sí beim Parteivorstand der PDS
- BAG Drogenpolitik
- BAG Rote Reporter
- Feministische Frauenarbeitsgemeinschaft LISA
- Geraer Dialog/Sozialistischer Dialog
- Kommunistische Plattform
- Marxistisches Forum
- Ökologische Plattform
- Netzwerk Reformlinke

## Finanzen
Die Partei erhielt im Jahre 2002 Einnahmen in Höhe von 21,9 Millionen Euro, davon 48 Prozent durch Mitgliedsbeiträge, 33 Prozent durch staatliche Mittel, 17 Prozent durch Spenden und 3 Prozent durch sonstige Einnahmen.

### Unternehmensbeteiligungen
Zum zweifelsfrei als rechtmäßig ermittelten Vermögen der Linkspartei.PDS gehörten das Karl-Liebknecht-Haus in Berlin, die Zeitung Neues Deutschland (ND), der Karl Dietz Verlag Berlin sowie die Hotel am Wald Elgersburg GmbH. Das ND-Verlagsgebäude wurde nach der Wende von der Deutschen Bahn zurückgekauft. Die Linkspartei.PDS hielt Anteile an einigen weiteren Unternehmen, etwa der Firma BärenDruck Mediaservice.
Laut Rechenschaftsbericht stammten die meisten Großspenden von aktiven oder ehemaligen Abgeordneten und Bürgermeistern der Partei.

### Trennung vom SED-Vermögen
Nach einem am 18. Juli 1995 zwischen PDS und Treuhandanstalt abgeschlossenen Vergleich fällt jegliches aufgefundene Altvermögen der SED dem Staat zu. Der PDS wurde vorgeworfen, die Ermittlungen nicht ausreichend unterstützt zu haben. Auch 2007 herrschte noch immer Unklarheit über den Verbleib von Geldern und Vermögensgegenständen, die sich die SED in der DDR zu Unrecht angeeignet hatte. Gegen Behauptungen von Wolfgang Thierse, die PDS hätte weiterhin SED-Vermögen für ihre Zwecke genutzt, ging die Partei erfolgreich gerichtlich vor.

### Staatliche Zuwendungen an Nebenorganisationen
Die Bundes- und Landesstiftungen der Partei und die kommunalpolitischen Foren in den Ostländern bekamen reguläre staatliche Zuschüsse, die strikt getrennt von den Parteifinanzen liefen. Im Juli 2006 gewann die Rosa-Luxemburg-Stiftung Thüringen einen Prozess über die Benachteiligung bei Stiftungsgeldern. Der parteinahen Landes-Stiftung wurden jahrelang Gelder nur in der Höhe ausgezahlt, wie sie FDP und Grüne erhielten, welche im Land kaum verankert sind. Die Stiftung der nach Mitgliedern und Wahlergebnissen wesentlich schwächeren SPD dagegen erhielt vergleichbar hohe Gelder wie die Stiftung der im Land dominanten CDU. Auch in anderen Bundesländern erhielten parteinahe Vereinigungen wie etwa die Kommunalpolitischen Foren oft nur nach Gerichtsprozessen öffentliche Gelder entsprechend ihren Rechtsansprüchen. Im November 2006 kündigte die Linkspartei.PDS eine Klage beim Bundesverfassungsgericht an, da sie sich bei der Verteilung der Gelder an die parteinahen Stiftungen benachteiligt sah.

## Geschichte

### 1989/1990: Historie seit dem Mauerfall

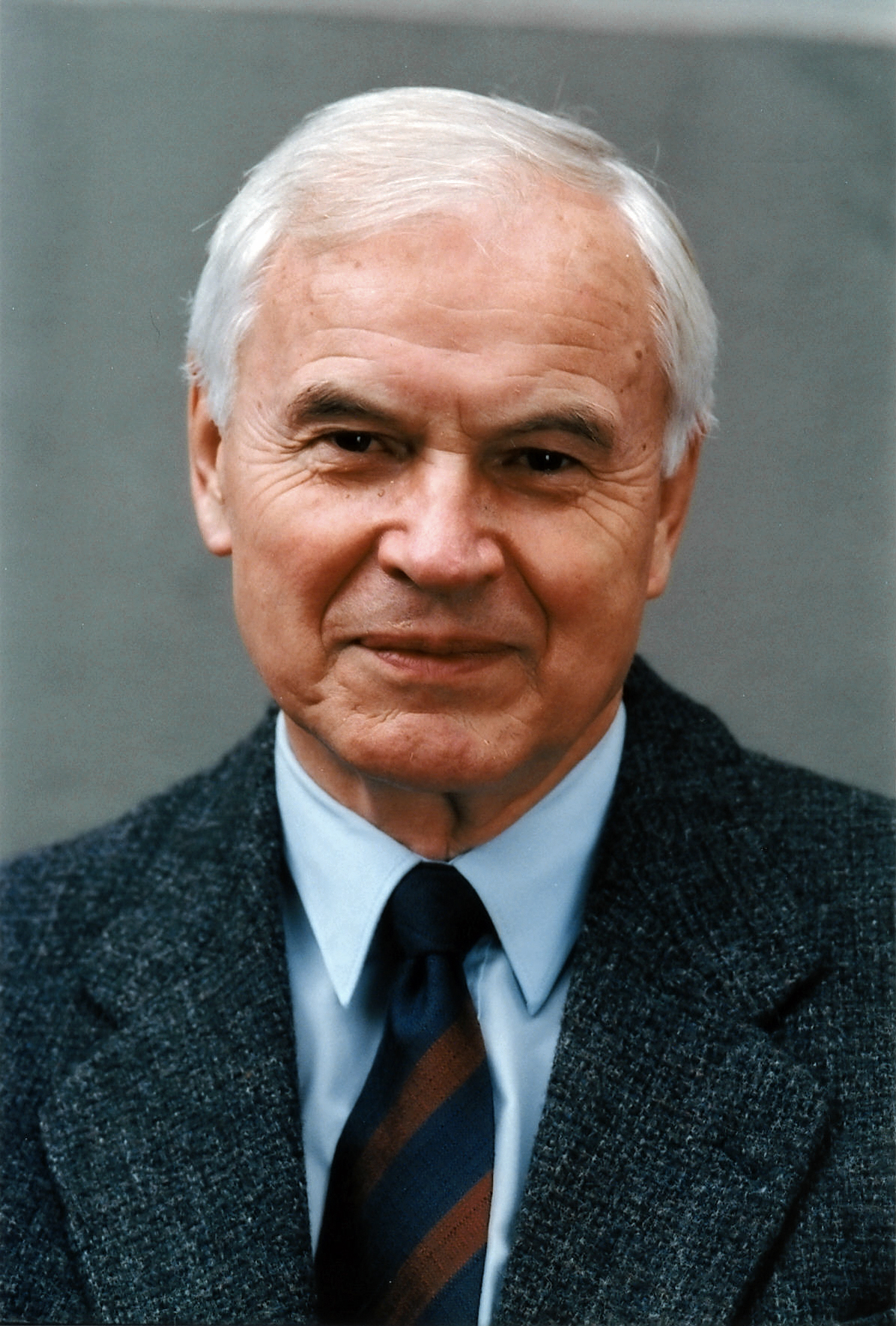
Hans Modrow, 1999

Unter dem Druck sowohl der friedlichen Massenproteste der Bürgerrechtsbewegung als auch der eigenen Parteibasis war Erich Honecker kurz nach den Feiern zum 40. Jahrestag der DDR Mitte Oktober 1989 von Egon Krenz entmachtet worden, der dessen Parteiamt als Generalsekretär der SED und die Staatsämter als Vorsitzender des Staatsrates und des Nationalen Verteidigungsrates übernahm. Die Demonstrationen führten am Abend des 9. November 1989 zu weiterem Druck.
Am 1. Dezember strich die Volkskammer mit großer Mehrheit den Führungsanspruch der SED aus der Verfassung. Am 3. Dezember wurden Honecker und der ehemalige Minister für Staatssicherheit Erich Mielke aus der Partei ausgeschlossen. Am 6. Dezember legte Krenz nach anhaltender Kritik alle Ämter nieder. Am 9. Dezember wurde Gregor Gysi auf einem kurzfristig einberufenen außerordentlichen Parteitag zum neuen Vorsitzenden gewählt; als seine Stellvertreter die Mitinitiatoren der innerparteilichen Reformen Wolfgang Berghofer, Oberbürgermeister von Dresden, und Hans Modrow, früherer Erster Sekretär der SED-Bezirksleitung Dresden und seit November Ministerpräsident der DDR.
In der zweiten Tagungshälfte des Parteitages, am 16. Dezember, benannte sich die Partei auf Vorschlag von Gregor Gysi in Sozialistische Einheitspartei Deutschlands – Partei des demokratischen Sozialismus (SED-PDS) um, nachdem sie in einer Rede von Michael Schumann das Unrecht der SED benannt und sich von den beteiligten Personen, wie Erich Honecker und Egon Krenz, und den Taten, vor allem denen des Stalinismus in der DDR, distanziert hatte („Abkehr vom Stalinismus als System“).

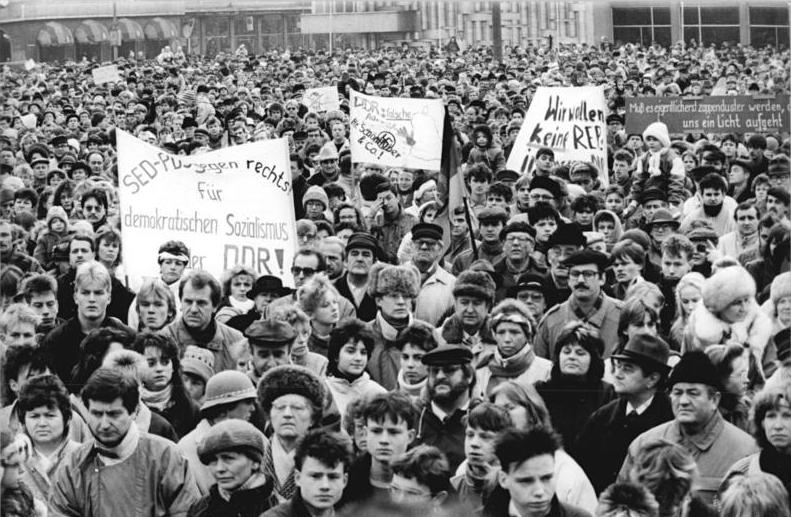
Rund 15.000 Menschen demonstrierten am 7. Januar 1990 in Neubrandenburg gegen „Terror und Neofaschismus“ sowie für eine souveräne DDR. Dazu hatte der Arbeitsausschuss der SED-PDS aufgerufen.

Dieser Parteitag stand auch vor der Frage, ob die SED aufgelöst oder von innen heraus grundlegend verändert und erneuert werden solle. Mehrere führende Persönlichkeiten warnten ausdrücklicher vor einer Auflösung der Partei. Gysi: „Die Auflösung der Partei und ihre Neugründung wäre meines Erachtens eine Katastrophe für die Partei.“ Schließlich entschied sich die breite Mehrheit der Delegierten für den zweiten Weg. Laut Protokollen spielte die Sorge um das Parteivermögen und um die Zukunft der damals 44.500 hauptamtlichen Mitarbeiter in der Argumentation verschiedener Teilnehmer eine Rolle. Auch wurde eine Neugründung als durchsichtig und unglaubwürdig bezeichnet. Vertreter der Forderung einer Auflösung und Neugründung der Partei waren vor allem Vertreter der wenig später gegründeten Kommunistischen Plattform sowie die Plattform WF, die sich am 30. November 1989 aus verschiedenen Teilen der SED im Berliner Werk für Fernsehelektronik gegründet hatte.
Im Januar 1990 wurden weitere Mitglieder der ehemaligen Führungsspitze aus der Partei ausgeschlossen, unter ihnen Egon Krenz, Heinz Keßler und Günter Schabowski. Die Partei bekannte sich erstmals offiziell zur Deutschen Einheit. Am 4. Februar 1990 trennte sich die Partei vom historisch belasteten Namensbestandteil SED und hieß fortan nur noch PDS.
Bei der ersten freien Volkskammerwahl am 18. März 1990 erhielt die Partei 16,4 Prozent der Stimmen. Ihr bestes Ergebnis erzielte sie mit 30,2 Prozent im Bezirk Berlin, ihr schlechtestes mit 9,9 Prozent im Bezirk Erfurt. Die PDS stellte damit 66 der 400 Abgeordneten der Volkskammer.
Zwei Monate nach der Wiedervereinigung erhielt sie am 2. Dezember 1990 bei der Wahl zum ersten gesamtdeutschen Bundestag 2,4 Prozent der Stimmen und ein Direktmandat in Berlin (Gregor Gysi) und zog mit 17 Abgeordneten als parlamentarische Gruppe in den Bundestag ein. Die Bestimmungen des Einigungsvertrages sahen eine getrennte Fünf-Prozent-Hürde je für das ehemalige Gebiet der Bundesrepublik und der DDR als einmalige Sonderregelung vor, von der neben der PDS auch das Bündnis 90 profitierte.
1991 schlossen sich viele Mitglieder der aufgelösten SEW der PDS an.

### 1990–2000: Die Ära unter den Vorsitzenden Gregor Gysi und Lothar Bisky

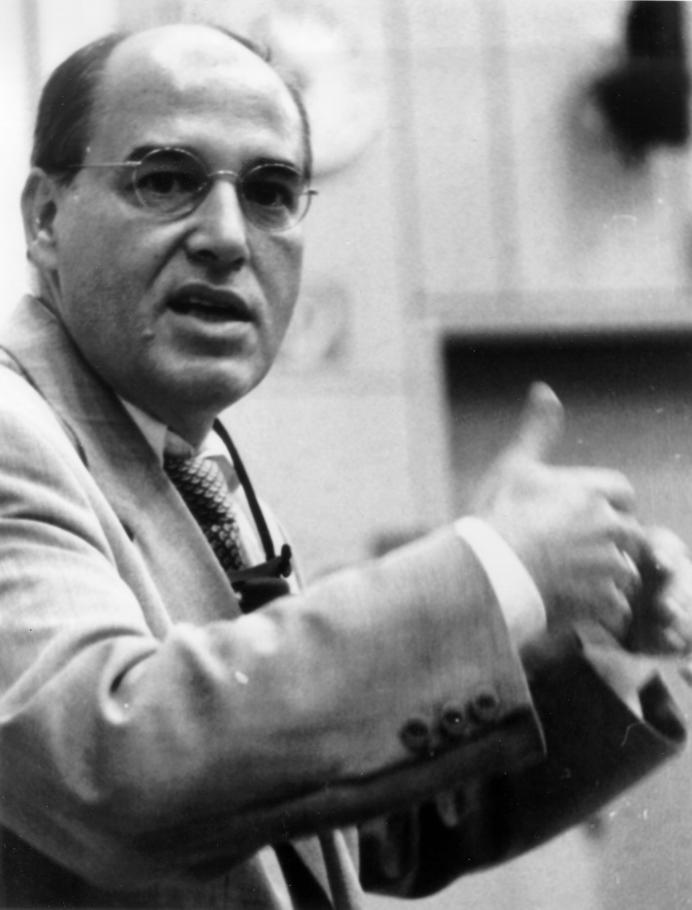
Gregor Gysi 1997 in Hildesheim

1993 verzichtete Gregor Gysi auf eine neue Kandidatur zum Parteivorsitz. Neuer Parteichef wurde Lothar Bisky. Waren die Anfangsjahre noch davon geprägt, den Zerfall der alten Herrschaftspartei der DDR aufzuhalten, gelang 1993 mit der Verabschiedung eines ersten Parteiprogramms eine gewisse Konsolidierung.
Die folgenden Jahre waren geprägt von ambivalenten Entwicklungen. Einerseits stiegen die Wahlergebnisse langsam aber stetig, und die öffentliche Akzeptanz außer- und innerhalb der Linken nahm zu. Andererseits konnte der teilweise dramatische Mitgliederverlust nicht aufgehalten werden. Auch konnten die verschiedenen parteiinternen Strömungen kaum zu einem inneren Dialog gelangen. Bei äußerer Entwicklung kam es zur inneren Stagnation. Das Programm von 1993 diente als Waffenstillstandsvertrag, welcher aber kaum zukunftsgewandt war. Die Versuche, ein neues Programm zu verabschieden, führten zu heftigen Auseinandersetzungen, öffentlich am meisten wahrgenommen als Auseinandersetzung zwischen Reformern und Traditionalisten.
Obwohl die Partei 1994 mit nur 4,4 Prozent der Zweitstimmen die Fünf-Prozent-Hürde wieder verfehlte, reichten ihr vier Direktmandate, um mithilfe der Grundmandatsklausel erneut in Gruppenstärke mit dreißig Abgeordneten in den Deutschen Bundestag einzuziehen. Bei der Konstituierenden Sitzung kam es zu einem kontrovers diskutierten Vorfall: Der Schriftsteller Stefan Heym, früherer scharfer Kritiker der SED-Herrschaft, hatte als parteiloser Direktkandidat über die offene Wahlliste der PDS ein Bundestagsmandat gewonnen und eröffnete die Sitzung gemäß der Geschäftsordnung als Alterspräsident. Unter Bruch der bisherigen Konventionen verweigerten ihm Bundeskanzler Helmut Kohl und die Unionsfraktion mit Ausnahme von Rita Süssmuth geschlossen den Beifall, viele Unions-Abgeordnete verließen sogar den Saal. Das Bundespresseamt verzögerte den Abdruck der Rede. Außerdem gab es Stasi-Vorwürfe gegen Heym, die sich später als vollkommen haltlos erwiesen.
1995 entstand unter maßgeblicher Mitwirkung von Gysi und Bisky ein Strategiepapier, das die deutliche Abgrenzung zum Stalinismus und zur Politik der Deutschen Demokratischen Republik und eine pragmatische Arbeit forciert. Die Partei sollte keine Regionalpartei im Osten bleiben und auch in den alten Bundesländern Fuß fassen. Der auch vom programmatischen „Vordenker“ André Brie vorangetriebene Abschied von ideologischen Prämissen als Grundlage der politischen Aktivität trafen auf heftigen Widerstand einiger als ultralinks bezeichneter Kreise in der Partei, darunter der Kommunistischen Plattform mit Sahra Wagenknecht an der Spitze.
1997 schied Gysi aus dem Parteivorstand aus. 1998 erreichte die Partei bei der Bundestagswahl 5,1 Prozent der Zweitstimmen und übersprang damit erstmals die Fünf-Prozent-Hürde in ganz Deutschland. Daraufhin zogen 36 Abgeordnete in den Bundestag ein. Fraktionsvorsitzender wurde Gregor Gysi, der 2000 von diesem Amt zurücktrat. Im selben Jahr verzichtete Bisky auf eine erneute Kandidatur zum Parteivorsitz. Beide wollten damit den Weg für jüngere Kräfte ebnen, die eine Verankerung der Partei im demokratischen System der Bundesrepublik und das Bekenntnis zur sozialen Marktwirtschaft festigen sollten. Neue Parteivorsitzende wurde Gabi Zimmer, Fraktionsvorsitzender im Bundestag Roland Claus.

### 2000–2003: Die Ära unter der Vorsitzenden Gabi Zimmer

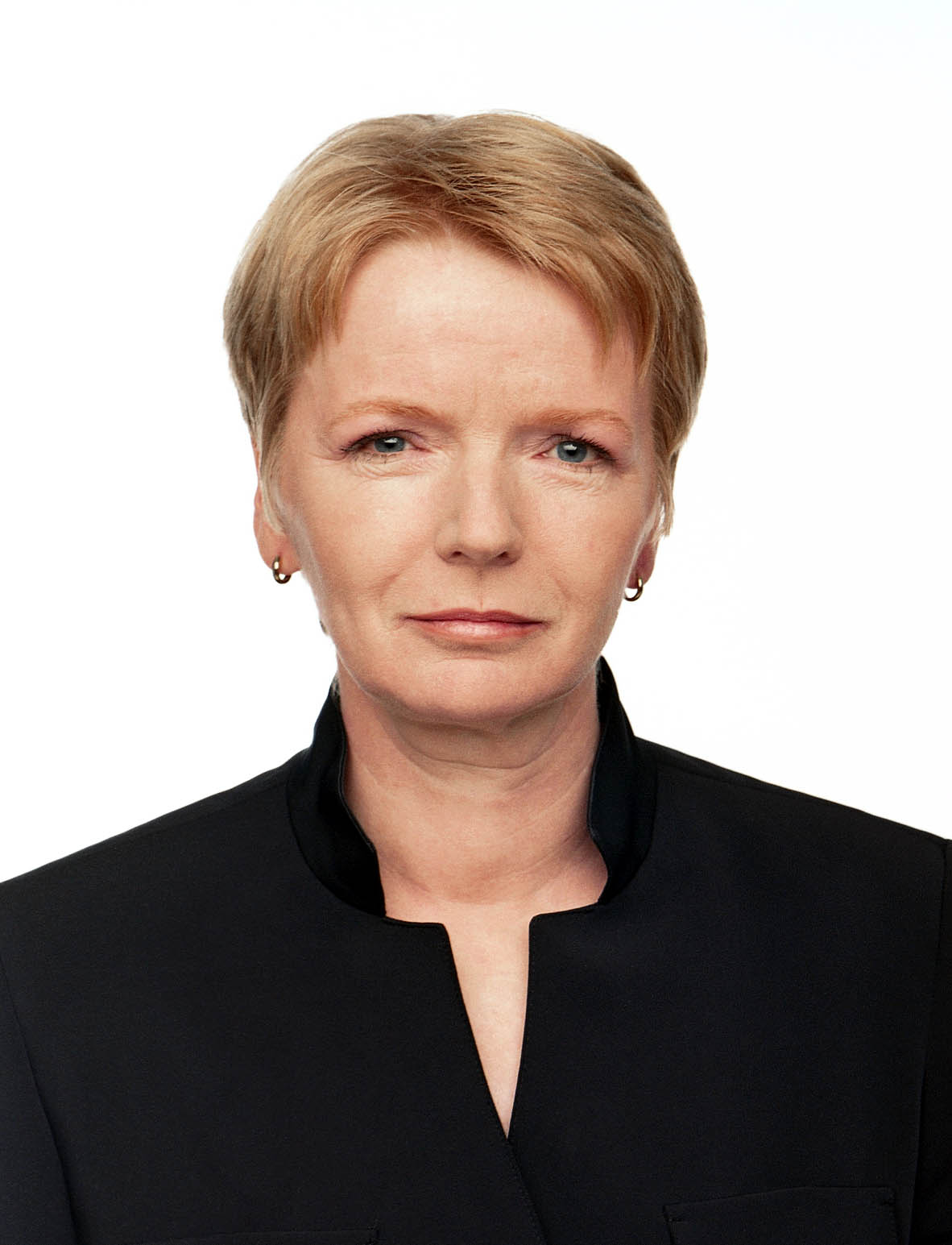
Gabi Zimmer, 2004

Im Jahr 2001 gewann die PDS bei direkten Kommunalwahlen mit Barbara Syrbe im Landkreis Ostvorpommern (Mecklenburg-Vorpommern), Lothar Finzelberg im Landkreis Jerichower Land (Sachsen-Anhalt) und Kerstin Kassner im Landkreis Rügen (Mecklenburg-Vorpommern) ihre ersten Landratsmandate. Barbara Syrbe und Lothar Finzelberg gelang dies, mit Unterstützung der SPD-Kandidaten, in Stichwahlen gegen die jeweils nach dem ersten Wahlgang führenden CDU-Bewerber. Lothar Finzelberg trat jedoch im Mai 2003 aus der PDS aus. Im Landkreis Rügen kam es zunächst zu einer Wiederholung der Wahl, da die erstplatzierte Kerstin Kassner nach dem Rückzug des zweitplatzierten CDU-Kandidaten zum zweiten Wahlgang allein antrat und aufgrund einer zu geringen Wahlbeteiligung nicht die erforderliche Mindeststimmenzahl erhielt. In der Wahlwiederholung gewann sie dann sowohl im ersten Wahlgang als auch in der Stichwahl gegen den neuen CDU-Bewerber.
Ebenfalls 2001 wurde nach der Abgeordnetenhauswahl in Berlin eine Koalition mit der SPD gebildet. Gregor Gysi wurde Wirtschaftssenator. Im Juli 2002 trat er wegen Verwicklungen in die Bonusmeilen-Affäre von allen Ämtern zurück und legte sein Mandat nieder. Der daraufhin eingetretene Popularitätsverlust der „Galionsfigur“ hatte wahrscheinlich auch einen gewissen Einfluss auf das Wahlergebnis bei der kurz darauf stattfindenden Bundestagswahl. Nach der Bundestagswahl 2002 und dem Verfehlen der Fünf-Prozent-Hürde (4,0 Prozent der Zweitstimmen) konnten nur Petra Pau und Gesine Lötzsch durch ihre erreichten Direktmandate in den Bundestag einziehen. Die Partei war somit nicht mehr als Fraktion im Bundestag vertreten.
Beim ersten Parteitag nach der Wahlschlappe wurde Gabi Zimmer 2002 als Vorsitzende wiedergewählt. Es kam jedoch zu heftigen Auseinandersetzungen mit anderen prominenten Parteimitgliedern und zu offen ausbrechenden Flügelkämpfen. Petra Pau und der bisherige Bundesgeschäftsführer Dietmar Bartsch verweigerten Zimmer die Zusammenarbeit und zogen ihre Vorstandskandidatur zurück.
Bei einer Vorstandssitzung im Mai 2003 gab Gabi Zimmer angesichts des lange schwelenden und neu aufflackernden Richtungsstreits bekannt, nicht mehr als Vorsitzende zur Verfügung zu stehen. Nach weiteren Auseinandersetzungen wurde im Rahmen eines Sonderparteitags im Juni 2003 Zimmers Vorgänger Lothar Bisky wieder zum Parteichef gewählt. Ihm gelang es, die innerparteilichen Kämpfe einzudämmen und eine drohende Zersplitterung zu verhindern. Im Oktober 2003 beschloss die PDS ein neues Parteiprogramm, welches größeren Wert auf die Emanzipation des Individuums legt.

### 2004–2007: Umbenennung und Etablierung als gesamtdeutsche Partei

Logo nach der Umbenennung

2004 erreichte die PDS bei allen überregionalen Wahlen Rekordergebnisse. Bei der Landtagswahl in Thüringen gelang es ihr erstmals, Direktmandate zu erobern: Beide Mandate in Gera, das Mandat in Suhl sowie zwei Direktmandate in Erfurt. Mit 26,1 Prozent lag sie erneut als zweitstärkste Kraft hinter der CDU und konnte die SPD mit mittlerweile 12 Prozentpunkten Abstand auf Rang drei verweisen.
Bei der gleichzeitig stattfindenden Europawahl erreichte die PDS 6,1 Prozent der Stimmen und konnte so mit sieben Abgeordneten ins Europaparlament einziehen. Ursprünglich galt der Wiedereinzug in das Europaparlament, in das die PDS 1999 erstmals eingezogen war, als unsicher.
Auch bei den Landtagswahlen in Sachsen und Brandenburg konnte die PDS jeweils den zweiten Platz erzielen; in Sachsen erreichte sie 23,6 % der Stimmen gegenüber unter 10 Prozent der SPD. In Brandenburg löste sie mit 28 Prozent die CDU als zweitstärkste Fraktion ab und erlangte die Mehrheit der Direktmandate. Die SPD führte sowohl mit der PDS als auch mit ihrem bisherigen Partner CDU Gespräche, nachdem sie sich mit 31,9 Prozent knapp vor der PDS als stärkste Partei hatte behaupten können. Die rot-schwarze Koalition des alten und neuen Ministerpräsidenten Matthias Platzeck wurde jedoch weitergeführt.
Die von der Bundesregierung unter Gerhard Schröder im Einvernehmen mit der CDU initiierten Sozial- und Arbeitsmarktreformen (Agenda 2010, Hartz IV) hatten ab Anfang 2004 besonders in Ostdeutschland heftige Proteste und Demonstrationen („Montagsdemonstrationen“) zur Folge. Die Landesregierungen von Berlin und Mecklenburg-Vorpommern, an denen die PDS beteiligt war, stimmten den Gesetzesentwürfen im Bundesrat nicht zu.
Beim ordentlichen Parteitag in der Caligari-Halle des Filmparks Babelsberg stimmten die 400 Delegierten über den neuen Bundesvorstand ab. Lothar Bisky wurde mit 89,9 Prozent als Parteivorsitzender bestätigt. Ein Viertel der Mitglieder des zwanzigköpfigen Bundesvorstandes kam aus den alten Bundesländern. Auf dem ruhig verlaufenen Parteitag stimmten die Delegierten für die Agenda Sozial, die einen Mindestlohn in Höhe von 1.400 Euro, eine Mindestrente von 800 Euro nach dreißig Beitragsjahren und ein Arbeitslosengeld von einheitlich 400 Euro forderte, als Alternative zur Agenda 2010 der Bundesregierung. Zudem wurden die Befürworter von Regierungsbeteiligungen bestärkt.
Die PDS verhandelte nach einem Vorstoß des ehemaligen SPD-Bundesvorsitzenden Oskar Lafontaine, der nach der Landtagswahl in Nordrhein-Westfalen vom 22. Mai 2005 aus Protest gegen die Agenda 2010 und Hartz IV die SPD verlassen hatte, mit der WASG über ein linkes Wahlbündnis. Ursache für diese Entwicklung war die Ankündigung Bundeskanzler Schröders (SPD), in der Folge der von der SPD verlorenen NRW-Wahl Neuwahlen für den Bundestag im Herbst 2005 anzustreben. Gregor Gysi erklärte sich am 3. Juni 2005 bereit, für die PDS als Spitzenkandidat ins Rennen zu gehen, unabhängig vom Ausgang der Verhandlungen.
Die Verhandlungen in den Führungsgremien beider Parteien über die möglichen Kandidaturmodelle wurden Mitte Juni 2005 abgeschlossen. Die Partei benannte sich dafür auf einem Parteitag am 17. Juli 2005 in Die Linkspartei um. Das neue Logo der Partei zeigte den Schriftzug Die Linke.PDS, wobei der i-Punkt im Wort Linke durch einen roten Pfeil ersetzt wurde. Der Pfeil zeigte den sogenannten Lissitzky-Pfeil des russischen Künstlers El Lissitzky und sollte vor allem Intellektuelle ansprechen.
Am 22. Juni 2005 wurde der vorgeschlagene Bündnisname Demokratische Linke.PDS aus wahlrechtlichen Gründen vom Bundesvorstand der PDS verworfen, nachdem die in Berlin ansässige Kleinpartei Demokratische Linke mit Klage gedroht hatte. Darauf wurde der Name „Die Linkspartei.“ vorgeschlagen, wobei Landes- und Gebietsverbände den Zusatz PDS führen durften. Der neue Name wurde vom Bundesparteitag am 17. Juli 2005 beschlossen. Während und nach den Verhandlungen traten über 500 Personen in die Linkspartei.PDS ein.
Auf dem Bundesparteitag billigten 74,6 Prozent der Stimmberechtigten (93,7 Prozent der Anwesenden) den neuen Namen, wobei eine Zwei-Drittel-Mehrheit zur Annahme der Namensänderung nötig war. Damit machte die Partei den Weg für das angestrebte Linksbündnis mit der 2005 gegründeten WASG frei und für die Bundestagswahl wurden die Listen für WASG-Kandidaten geöffnet. Oskar Lafontaine kandidierte als WASG-Mitglied auf Platz 1 der Landesliste von Nordrhein-Westfalen.
Der SPD-Vorsitzende Franz Müntefering sah ein Linksbündnis aus WASG und der Linkspartei.PDS als „ganz klare Herausforderung“ für seine Partei an.
Die Bundestagswahl am 18. September 2005 verlief für die Partei sehr erfolgreich: Der Stimmenanteil konnte gegenüber der vorherigen Wahl mehr als verdoppelt werden und mit 8,7 % wurde die Partei viertstärkste Kraft im Parlament, noch vor den Grünen. Auch in den alten Bundesländern konnte man in neue Wählerschichten vordringen; die Verluste von SPD und Grünen entsprachen exakt den Gewinnen der Linkspartei. Dies verhinderte einerseits die Fortsetzung des bisherigen rot-grünen Regierungsbündnisses, andererseits hatten Union und FDP entgegen den Umfragen vor der Wahl ebenfalls keine Mehrheit.
Am 16. Juni 2007 wurde nach dem Mehrheitswillen der Mitglieder von Linkspartei.PDS und WASG die Fusion beider Organisationen vollzogen, die Die Linke mit 70.000 Mitgliedern zur drittgrößten parteipolitischen Formation Deutschlands machte (nach den Unionsparteien und der SPD). In den neuen Bundesländern erlangte die Partei ihre höchsten Wahlergebnisse und hatte dort je nach Region den Charakter einer Volkspartei.

### Regierungsbeteiligung auf Länderebene und parlamentarische Opposition
Die PDS war als Juniorpartner an der Landesregierung in der Hauptstadt Berlin von 2002 bis 2011 beteiligt (2005–2007 nach Umbenennung in „Die Linkspartei.“, 2007–2011 fusioniert als „Die Linke“). Eine weitere Regierungsbeteiligung gab es in Mecklenburg-Vorpommern von 1998 bis 2006. Von 1994 bis 2002 tolerierte die PDS in Sachsen-Anhalt eine SPD-Minderheitsregierung und war dort sowie in den Landtagen von Sachsen, Thüringen und Brandenburg in der parlamentarischen Opposition.
Bei der Wahl zur Bremischen Bürgerschaft 2007 schaffte die Linkspartei.PDS mit 8,4 Prozent erstmals den Einzug in ein westdeutsches Landesparlament.

### Parteifusion mit der WASG
Auf der Außerordentlichen Tagung des 9. Parteitages der PDS im Vorfeld der Bundestagswahl 2005 erfolgte am 17. Juli 2005 die Umbenennung in Die Linkspartei. oder kurz Die Linke. (auch mit dem Zusatz PDS). Dadurch sollte die strategische Zusammenarbeit mit der Partei Arbeit & soziale Gerechtigkeit – Die Wahlalternative (WASG) verdeutlicht werden. Während die Partei nach dem PartG offiziell Die Linkspartei.PDS heißen musste, war es durch diese Regelung möglich, Landesverbände so umzubenennen, dass sie auf den Zusatz „PDS“ verzichteten, um so den Neuanfang im Parteibildungsprozess zu unterstreichen. Beispielsweise hieß die PDS Schleswig-Holstein danach Die Linke.Schleswig-Holstein.
Am 16. Juni 2007 verschmolz die WASG mit Die Linkspartei.PDS im Wege der Verschmelzung durch Aufnahme: die Linkspartei.PDS nahm die WASG auf und änderte gleichzeitig ihren Namen in "DIE LINKE". Dazu hatten beide Parteien am 25. März 2007 in getrennten Parteitagen für Verschmelzungsverträge gestimmt. In den Urabstimmungen der jeweiligen Mitgliedschaften über das Zusammengehen sprach sich jeweils eine deutliche Mehrheit für die Verschmelzung beider Parteien aus. Die daraus hervorgegangene neue Partei führt den Namen Die Linke.

## Parteitage 1989–2007
| Nr.                                            | Datum                  | Ort                                                        |
| ---------------------------------------------- | ---------------------- | ---------------------------------------------------------- |
| Außerordentlicher Parteitag der SED, 1. Tagung | 8./9. Dezember 1989    | Ost-Berlin 15.–19. Mai 1990 geplant, fand nicht mehr statt |
| Außerordentlicher Parteitag der SED, 2. Tagung | 16./17. Dezember 1989  | Ost-Berlin (Umbenennung in SED/PDS)                        |
| 1. Parteitag, 1. Tagung                        | 24./25. Februar 1990   | Ost-Berlin (erster Parteitag als PDS)                      |
| 1. Parteitag, 2. Tagung                        | 15./16. September 1990 | Ost-Berlin                                                 |
| 1. Parteitag, 3. Tagung                        | 14. Oktober 1990       | Berlin                                                     |
| 2. Parteitag, 1. Tagung                        | 26./27. Januar 1991    | Berlin                                                     |
| 2. Parteitag, 2. Tagung                        | 21.–23. Juni 1991      | Berlin                                                     |
| 2. Parteitag, 3. Tagung                        | 14./15. Dezember 1991  | Berlin                                                     |
| 3. Parteitag, 1. Tagung                        | 29.–31. Januar 1993    | Berlin                                                     |
| 3. Parteitag, 2. Tagung                        | 26./27. Juni 1993      | Berlin                                                     |
| 3. Parteitag, 3. Tagung                        | 11.–13. März 1994      | Berlin                                                     |
| 4. Parteitag, 1. Tagung                        | 27.–29. Januar 1995    | Berlin                                                     |
| 4. Parteitag, 2. Tagung                        | 27./28. Januar 1996    | Magdeburg                                                  |
| 5. Parteitag, 1. Tagung                        | 17.–19. Januar 1997    | Schwerin                                                   |
| 5. Parteitag, 2. Tagung                        | 2./3. April 1998       | Rostock                                                    |
| 1. Bundeskonferenz                             | 7. November 1998       | Berlin                                                     |
| 6. Parteitag, 1. Tagung                        | 15./16. Januar 1999    | Berlin                                                     |
| 6. Parteitag, 2. Tagung                        | 6. März 1999           | Suhl                                                       |
| 2. Bundeskonferenz                             | 4./5. Dezember 1999    | Berlin                                                     |
| 6. Parteitag, 3. Tagung                        | 7.–9. April 2000       | Münster                                                    |
| 7. Parteitag, 1. Tagung                        | 14./15. Oktober 2000   | Cottbus                                                    |
| 7. Parteitag, 2. Tagung                        | 6./7. Oktober 2001     | Dresden                                                    |
| 7. Parteitag, 3. Tagung                        | 16./17. März 2002      | Rostock                                                    |
| 8. Parteitag, 1. Tagung                        | 12./13. Oktober 2002   | Gera                                                       |
| 8. Parteitag, 1. außerordentliche Tagung       | 5. April 2003          | Berlin                                                     |
| 8. Parteitag, 2. außerordentliche Tagung       | 28./29. Juni 2003      | Berlin                                                     |
| 8. Parteitag, 2. Tagung                        | 25./26. Oktober 2003   | Chemnitz                                                   |
| 8. Parteitag, 3. Tagung                        | 31. Januar 2004        | Berlin                                                     |
| 9. Parteitag, 1. Tagung                        | 30./31. Oktober 2004   | Potsdam                                                    |
| 9. Parteitag, außerordentliche Tagung          | 17. Juli 2005          | Berlin (Umbenennung in Linkspartei)                        |
| 9. Parteitag, 2. Tagung                        | 27. August 2005        | Berlin                                                     |
| 9. Parteitag, 3. Tagung                        | 10./11. Dezember 2005  | Dresden                                                    |
| 10. Parteitag, 1. Tagung                       | 29./30. April 2006     | Halle (Saale)                                              |
| 10. Parteitag, außerordentliche Tagung         | 26. November 2006      | Berlin                                                     |
| 10. Parteitag, 2. Tagung                       | 24./25. März 2007      | Dortmund                                                   |
| 10. Parteitag, 3. Tagung                       | 15. Juni 2007          | Berlin                                                     |

## SED-traditionalistische und orthodox-kommunistische Tendenzen

### Abwendung vom autoritären Sozialismus
In der öffentlichen Meinung war die Frage, ob und inwiefern die PDS als „linksextrem“ einzustufen sei, umstritten. Einige Politikwissenschaftler stuften die PDS als linkspopulistisch ein.
Seit der staatlichen Vereinigung Deutschlands hatte sich die PDS stets zum Grundgesetz bekannt. Sie zog aus dem „missglückten Experiment“ des Staatssozialismus, aus seinen Fehlleistungen und Verbrechen nach eigener Aussage die Folgerung, dass sozialistische Ziele ausschließlich mit demokratischen Mitteln, nur durch das Handeln von Mehrheiten erreicht werden könnten. Somit stünde sie auch nicht weniger auf dem Boden des Grundgesetzes als die Etablierten.

### Stasi-Vorwürfe
Konkrete Vorwürfe richteten sich vor allem gegen Abgeordnete und Funktionäre, die mit der Stasi zusammengearbeitet haben sollen. In Sachsen beantragte eine große Mehrheit der Landtagsabgeordneten die Einleitung einer Abgeordnetenklage gegen den damaligen Fraktionschef der Linkspartei, Peter Porsch.
Der Abgeordnete Lutz Heilmann kam den innerparteilichen Regeln zur Veröffentlichung von Stasibelastung bei der Kandidatur für Ämter nicht nach. Eine Überprüfung, ob und wieweit Heilmann in seiner Tätigkeit als Stasi-Mitarbeiter Menschen Schaden hat zukommen lassen, stand 2007 aus. Heilmann begegnete dieser Kritik, indem er seine Tätigkeit als „undramatisch“ beschrieb. Er habe als Objektschützer gearbeitet und dabei Ausweise kontrolliert sowie Videokameras überwacht.
Sympathisanten und Betroffene kritisierten ihrerseits, dass nach geltendem Recht den mutmaßlichen Tätern keine Akten ausgehändigt werden dürfen, um sich zu den konkreten Vorwürfen äußern zu können. So wurde der Landtagsabgeordnete Frank Kuschel verklagt, nachdem er in einer Diskussionsveranstaltung „Meine Akte – Deine Akte“ seine Stasi-Akte mit geschwärzten Daten Dritter Personen veröffentlichte.

## Beobachtung durch den Verfassungsschutz
Die PDS wurde vom Bundesamt für Verfassungsschutz (BfV) mit der Begründung als bedenklich eingestuft, sie dulde offen linksextremistische Vereinigungen innerhalb der Partei und halte weiterhin an der Systemüberwindung durch Revolution fest, womit sie laut Art. 21 Abs. 2 GG die freiheitliche demokratische Grundordnung beeinträchtigen oder beseitigen könne. Die Parteiflügel Kommunistische Plattform und Marxistisches Forum wurden sowohl vom Bundesamt für Verfassungsschutz wie auch von einigen Landesbehörden für Verfassungsschutz beobachtet, da diese nach Ansicht der entsprechenden Verfassungsschutzbehörden offen extremistische Bestrebungen verfolgten.
Auch der Jugendverband ['solid] stand unter Beobachtung. Ferner kooperierte die Partei besonders auf kommunaler Ebene immer wieder mit – laut BfV – „eindeutig linksextremen“ Parteien, insbesondere der DKP. Ferner sorgte die Tatsache, dass bei der Bundestagswahl 2005 DKP-Mitglieder auf hinteren Listenplätzen der PDS kandidierten, für Kritik. Das BfV stufte das Verhältnis zur DKP als kritisch-solidarisch ein.
Laut dem BfV habe die Partei ein ambivalentes Verhältnis zum Parlamentarismus. Die Partei bekannte sich zum Internationalismus, weswegen sie „vielfältige Kontakte zu ausländischen kommunistischen Parteien“ unterhielt. Hierzu gehörte die Betonung der europäischen Zusammenarbeit in der Europäischen Linkspartei (EL). Der Verfassungsschutz sah darüber hinausgehende Kooperationen mit der Kommunistischen Partei Kubas, der 1993 in Deutschland verbotenen kurdischen PKK sowie der kolumbianischen Guerillaorganisation FARC als bedenklich an.

## Die PDS in der Regierungsverantwortung
Mit besonderem Augenmerk wurde die Übernahme von Regierungsverantwortung in den Ländern und im Bund analysiert.
Befürworter von Regierungsbeteiligungen verwiesen auf den praktischen Nutzwert für den Wähler, den die Partei erbringen möchte. Sie erhofften sich eine allgemeine Normalisierung im Verhältnis zur PDS bei anderen politischen Akteuren und in der Öffentlichkeit. Innerparteiliche Kritiker dieses Kurses sahen darin jedoch einen taktischen Fehler oder hielten die Ziele der Partei für grundsätzlich in einer Regierung nicht erreichbar. Teilweise wurde ein „Verrat von Grundsätzen“ beklagt. Auf Bundesebene stand insbesondere der strikte Friedenskurs der Partei und ihre Ablehnung der Sozialreformen der letzten Jahre (Hartz-Gesetze) einer Koalition mit der SPD im Wege.
In Mecklenburg-Vorpommern war die PDS von 1998 bis 2006 an der Landesregierung beteiligt, in Berlin war sie es seit 2001 und musste dort seither erhebliche Kompromisse zugunsten der Positionen ihres Koalitionspartners SPD eingehen.
Diese Kompromisse stießen parteiintern oft auf Kritik, da die Verwirklichung des eigenen Parteiprogramms oft nicht mehr erkennbar war. Teile der Partei sahen ihre Glaubwürdigkeit bereits erschüttert, fürchteten Popularitätsverluste und forderten einen an den Grundpositionen der Partei orientierten (radikalen) Kurswechsel.
Unter wirtschaftsliberalen Kräften hingegen stieg mit den Regierungsbeteiligungen die allgemeine Akzeptanz der Partei. Die Medien lobten teilweise die Kompromisse der Partei (Privatisierungen öffentlichen Eigentums, Kürzungen sozialer Leistungen etc.) im Stadtstaat Berlin als „Realpolitik“.
Zu den mitgetragenen Kompromissen und Kürzungen im Sozialbereich gehörten die Erhöhung der KITA-Beiträge für Besserverdiener, die Kürzung des Blindengeldes, Einsparungen an den Universitäten sowie Kürzung der Fördermittel.
Als positiv hoben die Verteidiger der Regierungsoption einige Erfolge heraus. So war in Berlin das Sozialticket für den ÖPNV gegen den Widerstand der Arbeitnehmervertreter wieder eingeführt worden und die Berliner Sozialhilfe- und ALG-II-Empfänger konnten seit der ersten rot-roten Regierung Theater- und Opernkarten für drei Euro erhalten. Die Tarifkürzungen bei den Beschäftigten im Öffentlichen Dienst und bei den Berliner Verkehrsbetrieben wurden mit langjährigen Beschäftigungssicherungsvereinbarungen gekoppelt. Zusätzlich konnte, trotz Druck der EU und anderer der Privatisierung nahestehenden Parteien, die Berliner Landesbank samt Sparkasse an den Sparkassenverband verkauft werden und so die Privatisierung des Sparkassenbereiches erfolgreich verhindert werden.